# Byrsopolis chassaini
Byrsopolis chassaini är en skalbaggsart som beskrevs av Soula 2010. Byrsopolis chassaini ingår i släktet Byrsopolis och familjen Rutelidae. Inga underarter finns listade.